# Оуэнс, Билл
Уильям (Билл) Ф. Оуэнс (англ. William F. «Bill» Owens; род. 22 октября 1950, Форт-Уэрт, Техас) — американский политик. 40-й губернатор штата Колорадо (с 1999 по 2007). Член Республиканской партии.
Получил степень магистра в области государственного управления в Школе Линдона Джонсона по связям с общественностью в Университете Техаса, в течение 20 лет работал в сфере консалтинга.
С 1982 года Оуэнс активно участвует в политике, в том числе в качестве члена Палаты представителей Колорадо с 1982 по 1988, а затем в качестве члена Сената штата с 1988 по 1994 год. В 1994 году он был избран казначеем штата Колорадо.
Женат, имеет троих детей.